# شمس الأئمة السرخسي
شمس الأئمة محمد بن أحمد بن أبي سهل السَّرَخْسِيّ الخزرجي الأنصاري (ت. 490 هـ) فقيه أصولي حنفي من سرخس (تركمانستان)، بلدة قديمة من بلاد خراسان. أخذ الفقه والأصول عن عبد العزيز الحلواني والسغدي، وعده ابن كمال باشا من المجتهدين. وكان عالماً عاملاً ناصحاً للحكام، سجنه الخاقان بسبب نصحه له. وكتب كتاب المبسوط وهو سجين، وهو أكبر كتاب في الفقه الحنفي مطبوع في ثلاثين جزءاً، كما كتب شرح السير الكبير لمحمد بن الحسن الشيباني، وله شرح مختصر الطحاوي، وله في أصول الفقه كتاب من أكبر كتب الأصول عند الحنفية، ويعرف بأصول السرخسي ، ومازال ضريحه شاخصاً في مدينة أوزجند بقرغيزستان.

## اسمه
أبو بكر محمد بن أحمد بن أبي سهل السَّرَخْسِي الخزرجي الأنصاري، نسبة إلى سَرَخْس بفتح السين والراء بلد عظيم بخراسان.

## بلده
سَرَخْس - بفتح السين والراء - وهي مدينة قديمة بين مَرْو ونيسابور وموقعها حاليا في جمهورية تركمانستان، وسَرَخْس اسم رجل من الذعار في زمن كيكاوس سكن هذا الموضع وعمّره وأتمّ بناءه ذو القرنين، فتحها عبد الله بن حازم السلمي الأمير من جهة عبد الله بن عامر بن كربز زمن عثمان بن عفان رضي الله عنه.

## مولده ونشأته
ولد في سرخس، وانتقل إلى أوزكند وهي بلدة في ما وراء النهر من نواحي فرغانة وانتقل إلى بلاط خاقانها لكنه ما لبث أن ألقي به في السجن سنة 466هـ لأنه أفتى بأن زواج الخاقان بعتيقته قبل أن تمضي عدّتها حرام فقضى في السجن 15 عاماً وفي السجن أملى المبسوط في خمسة عشر مجلدا وأملى شرح السير الكبير للشيباني في مجلّدين فلما بلغ كتاب الشروط أطلق سراحه فذهب إلى مرغينان في ربيع الأوّل سنة 480هـ وأتم شرح السير الكبير في جمادى الأولى من السنة نفسها.

## شيوخه
تفقه علي شمس الأئمة أبي محمد عبد العزيز بن أحمد الحلواني ولقب يلقبه وكان إماما فاضلا فقيها أصوليا مناظرا يتوقّد ذكاء لزم شمس الأئمة وتخرج به حتى صار في النظر فرد زمانه وواحد أقرانه وأخذ في التصنيف والتعليق وناظر وشاع ذكره.

## تلاميذه
أبو بكر محمد بن إبراهيم الحصيري المتوفى سنة 500هـ، وأبو عمرو عثمان بن على بن محمد بن علي البيكندي، ولد ببخارا في شوال سنة 465هـ، وتوفي في شوال سنة 552هـ، وأبو حفص عمر بن حبيب.

## مكانته العلمية
حكي عنه أنه كان جالساً في حلقة الاشتغال فقيل له حكي عن الشافعي أنه كان يحفظ ثلاثمائة كرّاس فقال حفظ الشافعي ذكّاة ما أحفظ فحسب ما حفظه فكان اثني عشر ألف كرّاس وله عدة مصنفات كلها معتمد عليها وحكي عنه أنه لما خرج من السجن كان أمير البلد قد زوج أمهات أولاده من خدّامه فسأل العلماء الحاضرين عن ذلك فكلّهم قال نعم ما فعلت فقال شمس الأئمة أخطأت لأن تحت كل خادم حرّة فكان هذا تزويج الأمَة على الحرّة فقال الأمير أعتقتهن فجدّدوا العقد فسأل العلماء فكلهم قال نعم ما فعلت فقال شمس الأئمة أخطأت لأن العدة تجب علي أمهات الأولاد بعد الإعتاق فكان تزويج المعتدّة في العدة فلا يجوز فألبس الله الجواب في هذه المسألة علي العلماء في موضعين عن مسألة واحدة ليظهر فضل شمس الأئمة على غيره.

## محنته
بسبب كلمة كان فيها من الناصحين سالكا فيها طريق الراسخين لتكون له ذخراً إلى يوم الدين ألقي به في السجن سنة 466هـ، لأنه أفتى بأن زواج الخاقان بعتيقته قبل أن تمضي عدّتها حرام فقضى في السجن 15 عاماً وفي السجن أملى المبسوط في خمسة عشر مجلدا وأملى شرح السير الكبير للشيباني في مجلّدين فلما بلغ كتاب الشروط أطلق سراحه فذهب إلى مرغينان في ربيع الأوّل سنة 480هـ وأتم شرح السير الكبير في جمادى الأولى من السنة نفسها.
قال في المبسوط عند فراغه من شرح العبادات هذا آخر شرح العبادات بأوضح المعاني، وأوجز العبارات، إملاء المحبوس عن الجمعة والجماعات، وقال في آخر كتاب الطلاق، هذا آخر كتاب الطلاق المؤثر من المعاني الدقاق، أملاه المحبوس عن الانطلاق المبتلى بوحشة الفراق، مصليا على صاحب البراق، ﷺ أهل الخير، والساق، صلاة تتضاعف وتدوم إلى يوم التلاق، كتبه العبد الربي علي السقاق، وقال في آخر كتاب العتاق انتهى شرح العتاق من مسائل الخلاف والوفاق، أملأه المستقبل للمحن بالاعتناق المحصور في طرق من الآفاق حامدا للمهيمن الرزاق، ومصليا على حبيب الخلاق، ومرتجى إلى لقائه بالأشواق وعلى آله وصحبه خير الصحب والرفاق، وقال في آخر شرح الإقرار، انتهى شرح كتاب الإقرار المشتمل من المعاني ما هو سر الأسرار، وإملأ المحبوس في موضع الأشرار مصليا على النبي المختار.

## فكرة بطاقة الائتمان
لقد أورد السرخسي فـي كتابـه المبسوط  باب من أبواب الكفالة سمَّاه باب "ضمان ما يبايع به الرجل " بدأه بالفكـرة الأساسية لبطاقة الائتمان بقوله :"وإذا قال الرجل – المصدر لرجل – التاجر بايع فلاناً – حامل البطاقة – فما بايعته به من شيء فهو عليَّ فهو جائز على ما قال، لأنه أضاف الكفالة إلى سبب وجود المال على الأصيل.
إنَّ البطاقة تتيح لحاملهـا الشراء من عدد كبيـر من التجَّار يتعـاقد معهم المصدر بضمانه لأثمان هذه المشتريات، وهذا ما ذكره السرخسي ضمن صور هذا النوع – الكفالة – بما يُوضِّح ذلك، ويوضِّح أيضاً مرحلة توقيع الإتفاقية مع التجَّار الذين يتعامل معهم حامل البطاقة، بقوله : "ولو قال لقوم خاصة – التعاقد مع تجَّـار بِعَينِهم – ما بايعتموه أنتم وغيركم فهـو عليَّ، كان عليه ما يبيع به أولئك القوم ولا يلزمه ما بايع غيرهم "لأنَّه هذا الغير لم يتعاقد مع الضامن (المصدر)".
- انظر : بطاقة ائتمان

## مصنفاته
- المبسوط في الفقه.
- كتاب في أصول الفقه جزآن ضخمان، (مطبوع).
- شرح السير الكبير في جزأين ضخمين، أملاهما وهو مسجون في الجب فلما وصل إلى باب الشروط حصل الفرج، فأطلق فخرج في آخر عمره فأكمل إملاءه بعد خروجه، (مطبوع).
- شرح مختصر الطحاوية.
- شرح الجامع الصغير.
- شرح الجامع الكبير.
- شرح الزيادات.
- شرح زيادات الزيادات.
- شرح كتاب النفقات للخصَّاف.
- شرح أدب القاضي للخصَّاف.
- أشراط الساعة.
- الفوائد الفقهية.
- كتاب الحيض.[4]

## وفاته
توفي سنة 490هـ، كم وقيل سنة 483هـ ومازال ضريحه شاخصاً في مدينة أوزجند بقرغيزستان.